# Camille Arambourg
Camille Arambourg (3. února 1885 – 19. listopadu 1969) byl francouzský vertebrátní paleontolog, který se proslavil zejména svými objevy v severní Africe.
Za první světové války byl důstojníkem francouzské armády a prováděl dokonce vykopávky v průběhu válečných operací v severním Řecku u Soluni. Jako jeden z prvních se také postavil proti tendenčnímu názoru, že neandrtálec byl primitivní a brutální člověk opičího vzhledu (tento názor přitom zastával jeho učitel a předchůdce v pozici ředitele Národního přírodovědeckého muzea v Paříži Marcellin Boule). Dnes je po tomto vědci pojmenován jeden z největších známých ptakoještěrů, druh Arambourgiania philadelphiae.

## Dílo
- (1942) "L’ Elephas recki Dietrich. Exposition systématique et ses affinités". Bull. Soc. géol. France sér. 5, 12: 73-87.
- (1947) Mission scientifique de l’Omo (1932-1933). Géologie et Anthropologie. Mus. Natl.
- (1948) "Observations sur le Quaternaire de la région du Hoggar", Travaux de l'Institut de Recherches Sahariennes, t. V, pp. 7–18.
- (1955) "L'ancien lac de Tihodaïne et ses gisements préhistoriques - I. Historique et stratigraphie", Actes du IIème Congrès Panafricain de Préhistoire d'Alger (1952), pp. 281–292.
- (1957) "Récentes découvertes de paléontologie humaine réalisées en Afrique du Nord française (L'Atlanthropus de Ternifine - L'Hominien de Casablanca)", Third Panafrican Congress on Prehistory, Livingstone 1955, Clark, J.D. & Cole, S., Eds., London, Chatto & Windus, pp. 186–194.
- (1958) "Les artisans des industries acheuléennes", Bulletin de la Société Préhistorique de l'Ariège (Préhistoire Spéléologie Ariégeoises), t. XIII, pp. 43–47.
- (1962) "État actuel des recherches sur le Quaternaire de l'Afrique du Nord", Actes du IVème Congrès Panafricain de Préhistoire et de l'Etude du Quaternaire, Musée royal de l'Afrique centrale – Tervuren (Belgique) – Annales, série in 8° – Sciences humaines, n° 40, pp. 255–277.